# 我光明正大想成為灰姑娘
《我光明正大想成為灰姑娘》，是韓國TVING於2024年5月31日起播出的原創劇集，由韓國綜藝節目《SNL Korea》、《喜劇大聯盟》的金敏京導演執導，《有品位的她》、《大力女子都奉順》以及《我的上流世界》的白美瓊擔任劇本開發，新人編劇劉子執筆。
香港、新加坡、馬來西亞、泰國、印尼、中東、南非及菲律賓由Viu於2024年5月31日起獨家播出；台灣由friDay影音、愛奇藝於2024年6月1日起每周六更新兩集。

## 演員陣容

### 主要人物
| 演員   | 角色   | 介紹                                              |
| 表藝珍 | 申載琳 | 決心成為灰姑娘的平凡女子。                        |
| 李濬榮 | 文車民 | 清潭天堂社交俱樂部代表，是個不相信愛情的財閥8世。 |
| 金賢鎮 | 白道弘 | 白手起家的千萬電影導演。                          |
| 宋智友 | 班丹雅 | 文車民的未婚妻。                                  |

### 其他人物
| 演員   | 角色 | 介紹 |
| 韓彩琳 |      |      |
| 白珠熙 |      |      |
| 金採恩 |      |      |
| 宋英珠 |      |      |
| 都秉勳 |      |      |
| 李相雲 |      |      |
| 李多惠 |      |      |

### 特別出演
| 演員   | 角色 | 介紹         |
| 李錦姬 |      |              |
| 柳承秀 |      |              |
| 張度練 |      | 許願堂的巫師 |
| DinDin |      |              |
| 朴哲民 |      | 男主角爸爸   |

## 外部連結
- Daum上《我光明正大想成為灰姑娘》的資料
- 《我光明正大想成為灰姑娘》在HanCinema的页面（英文）
- 互联网电影数据库（IMDb）上《我光明正大想成為灰姑娘》的资料（英文）

## 電視節目的變遷
| 香港 Viu 頻道 每日 22:00 - 23:00          | 香港 Viu 頻道 每日 22:00 - 23:00                            | 香港 Viu 頻道 每日 22:00 - 23:00 |
| ----------------------------------------- | ----------------------------------------------------------- | -------------------------------- |
|                                           | 我明目張膽地夢想成為灰姑娘 （2025年3月12日－2025年3月21日） |                                  |
| 我們，家 （2025年2月23日－2025年3月11日） | 黑幫的我成了高中生 （2025年3月22日－2025年3月31日）         |                                  |